# Alopecosa orbisaca
Alopecosa orbisaca es una especie de araña araneomorfa del género Alopecosa, familia Lycosidae. Fue descrita científicamente por Peng, Yin, Zhang & Kim en 1997.
Habita en China.